# Nicholas Lea

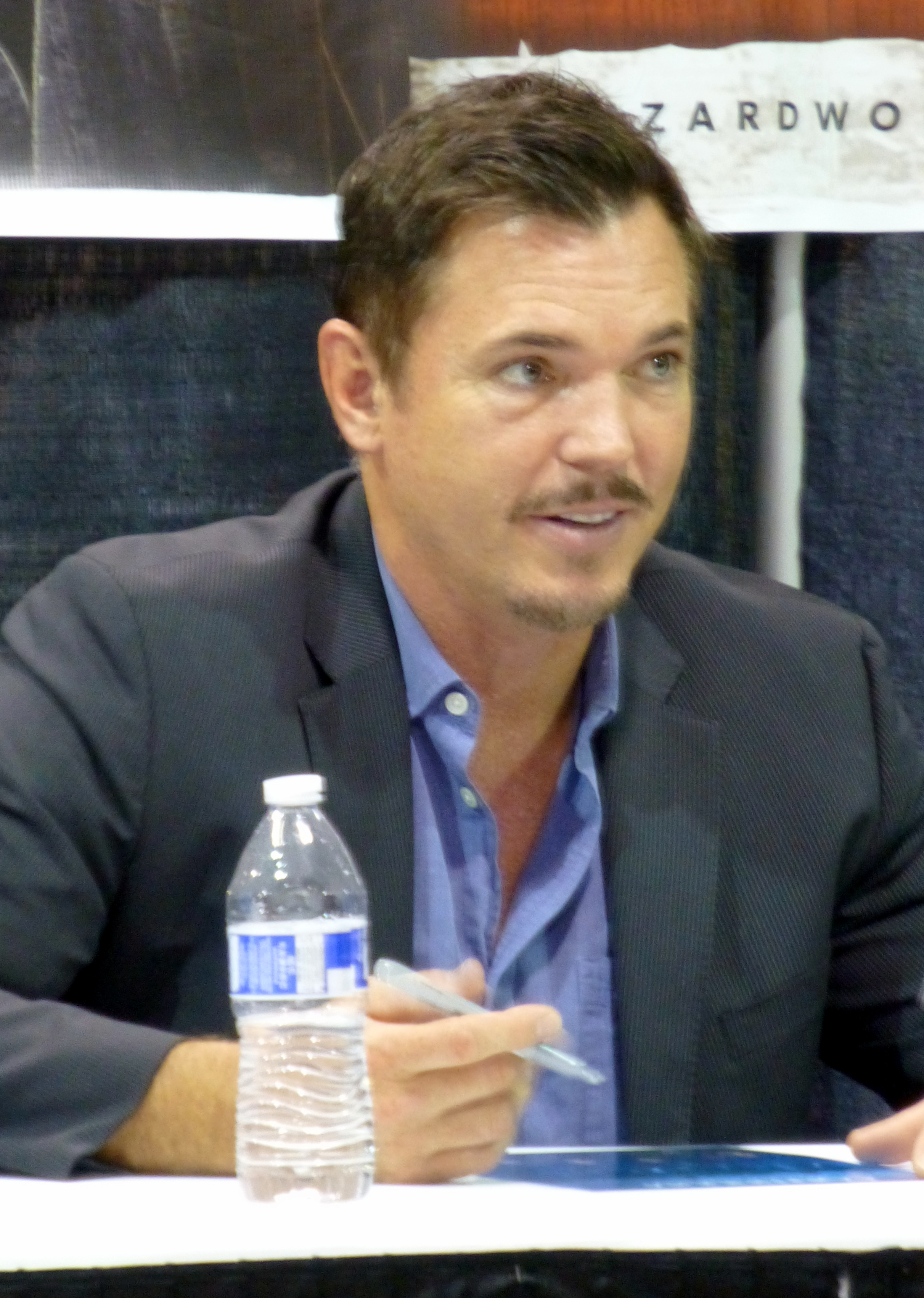
Nicholas Lea

Nicholas Christopher Lea, född 22 juni 1962 i New Westminster, British Columbia, Kanada, kanadensisk skådespelare som är mest känd för sin roll som Alex Krycek i TV-serien Arkiv X. Leas karriär började ta fart när han först gästspelade i första säsongen av Arkiv X. Producenterna var imponerade av hans insats och i andra säsongen provspelade han för rollen som FBI-agenten Alex Krycek. Han dyker upp i olika avsnitt ända tills serien lades ner 2002.
Nicholas har även varit med i serien Kyle Xy i 3 säsonger från och till där han spelat Kyles beskyddare Tom Foss.  
Sen dess har han bland annat gästspelat i serier som NYPD Blue, Andromeda, Sliders, Higlander och CSI.

## Filmografi

### Som producent
- Whistler (ass. producent) (9 avsnitt, 2006)

The Looks of Love (2006) TV episode (ass. producent)
After the Fall (2006) TV episode (ass. producent)
In the Air (2006) TV episode (ass. producent)
Will the Real Beck...? (2006) TV episode (ass. producent)
Coming Together, Coming Apart (2006) TV episode (ass. producent)
(4 more)
- Freedom Park (2001) (executive producer)
- Lunch with Charles (2001) (executive producer)